# Маріанна Максимова
Маріанна Максимова (більш відома як Єва Райська, нар. 9 вересня 1991) — журналістка, репортажистка, письменниця, культурна менеджерка, радіоведуча, перекладач з французької мови, проромська активістка, співзасновниця «Радіо Котермак». Учасниця мистецьких резиденцій в Україні та Франції, літературних фестивалів, мистецьких проєктів.
Дружина знаного дрогобицького митця Олександра Максимова; є однією із дрогобицьких організаторів першого джазового фестивалю «Jazz Bez» (2016) у Дрогобичі; координаторка фестивалю «Місяць авторських читань» у Львові. Фіналістка літературного конкурсу «Кримський інжир» (2018).
Співпрацювала/співпрацює з такими виданнями як «Тиждень. UA», «The Ukrainians», «Локальна історія», «Zbruc», «Київський Діалог», «Zmistovno.com.ua», «Reporters.media», «Drohobyczer Zeitung», «Українська правда»та ін. Вирізняється циклом публікацій про ромську громаду та фіксує на своїх чорно-білих світлинах життя ромської спільноти Дрогобича.
Авторка книги «Півтора неба», одна з авторок антології «Кримський інжир» та співавторка першого випуску «Тріада часу».

## Освіта
Закінчила факультет французької мови та літератури Дрогобицького державного педагогічного університету ім. І.Франка.